# Bråtatjärnen (Töllsjö socken, Västergötland)
Bråtatjärnen är en sjö i Bollebygds kommun i Västergötland och ingår i Rolfsåns huvudavrinningsområde. Sjön är 7,6 meter djup, har en yta på 0,017 kvadratkilometer och är belägen 168 meter över havet.